# Fusarium poae
Fusarium poae (Peck) Wollenw. – gatunek grzybów z rodziny gruzełkowatych (Nectriaceae). Mikroskopijny grzyb pasożytniczy.

## Systematyka i nazewnictwo
Pozycja w klasyfikacji według Index Fungorum: Fusarium, Nectriaceae, Hypocreales, Hypocreomycetidae, Sordariomycetes, Pezizomycotina, Ascomycota, Fungi.
Po raz pierwszy opisał go w 1904 r. Charles Horton Peck, nadając mu nazwę Sporotrichum poae. Obecną nazwę nadał mu Hans Wilhelm Wollenweber w 1914 r.
Synonimy:
- Fusarium sporotrichiella var. poae (Peck) Bilaĭ 1953
- Fusarium tricinctum f. poae (Peck) W.C. Snyder & H.N. Hansen 1945
- Fusarium sporotrichiella var. poae (Peck) Bilaĭ 1987
- Sporotrichum anthophilum Peck 1906
- Fusarium maydiperdum Bubák 1911[1].

## Morfologia
Kultury na podłożach hodowlanych wykazują szybki wzrost w porównaniu z innymi gatunkami Fusarium. Po 4 dniach hodowli w ciemności w 25 °C osiągają średnicę 65–73 mm. Grzybnia powietrzna zwykle obfita i kłaczkowata, czasami kutnerowata, biała, gdy kultury hodowane są w ciemności, w żółtaworóżowych odcieniach gdy są oświetlone, rzadziej występują odcienie różowe lub żółte. Rewers zwykle o barwie od różowej do ciemnoczerwonej lub fioletowoczerwonej z żółtaworóżowymi odcieniami, jeśli kultura została wystawiona na działanie światła; rzadziej występują odcienie pomarańczowożółte lub jasnożółte. Zapach owocowy, często dość wyraźny. Konidiofory rozgałęzione lub nierozgałęzione, składające się z samotnej fialidy lub z jednej lub więcej komórek podtrzymujących fialidy ułożone nieregularnie lub pionowo. Fialidy o kształcie od ampułkowatego do baryłkowatego, ale także prawie jajowate do cylindrycznych, 9–22 × 3–5 µm, często z wyraźnym kołnierzem. Mogą być gęsto zagregowane i tworzyć sporodochia lub pionnoty na powierzchni agaru. Konidia przeważnie bez przegród, włoskowate, od prawie kulistych do szeroko elipsoidalnych, 7–11 × 5,5–7 µm. Występują także 1– i 2–przegrodowe do 3– do 5–przegrodowe, ale głównie 3–przegrodowe makrokonidia o wymiarach 18–36(–44) x 4–5,5 µm. Są sierpowate, często mniej więcej w kształcie buławy, najszersze nad przegrodą środkową, z podstawą szypułkową. Konidia z przegrodami mogą mieć wyraźnie brodawkowaty wierzchołek. Konidia mogą tworzyć się bocznie na komórkach strzępek, jak również z charakterystycznych fialid.

## Występowanie i żywiciele
Fusarium poae przeważnie występuje w regionach o klimacie umiarkowanym. Jest szeroko rozpowszechniony w Europie, Federacji Rosyjskiej oraz w północnej części USA i Kanady. Został również odnotowany w RPA, Australii i Nowej Zelandii. W Polsce po raz pierwszy podano jego występowanie w 1957 r.
Ma szeroką grupę żywicieli. Występuje na roślinach z rodziny wiechlinowatych (Poae), w tym na zbożach, trzcinie cukrowej i ryżu. Występuje również na goździkach, chryzantemach, wielu roślinach strączkowych oraz na sadzonkach drzew, w tym iglastych. Wywołuje choroby zwane fuzariozami, w tym fuzariozę kłosów i fuzariozę wiech owsa. Zboża infekuje przez nasiona. W ZSRR często spotykano go zarówno na zbożu zbieranym jesienią, jak i wiosną. Może być również przenoszony przez glebę, wodę, a nawet przez roztocze.

## Chorobotwórczość
Grzyby z rodzaju Fusarium wytwarzają mykotoksyny o działaniu fitoksycznym (na rośliny) i zootoksycznym (na zwierzęta i ludzi, u których powodują mykotoksykozę). W latach 1890, 1913, 1941–1945 u 10% ludności w rejonie Ussuryjskim na Syberii wystąpiły zatrucia produktami zbożowymi powodujące chorobę o nazwie żywieniowa białaczka toksyczna. Objawiała się wymiotami, porażeniem układu nerwowego i krwiotwórczego i u 60% porażonych nią spowodowała śmierć. Przyczyną okazał się rozwój na przechowywanym ziarnie mykotoksyn wytwarzanych przez grzyby z rodzaju Fusarium (głównie Fusarium sporotrichioides i Fusarium poae). Te same toksyny do dzisiaj powodują liczne zatrucia zwierząt w wielu krajach.